# Štěstí (film)
Štěstí je český hraný film režiséra Bohdana Slámy z roku 2005 s Tatianou Vilhelmovou a Pavlem Liškou v hlavní roli. Jde o psychologické drama, které se odehrává na Mostecku v úzkém okruhu několika spřátelených osob.

## Obsazení
| Tatiana Vilhelmová | Monika                      |
| Pavel Liška        | Toník                       |
| Anna Geislerová    | Dáša                        |
| Marek Daniel       | Jára                        |
| Zuzana Kronerová   | teta                        |
| Simona Stašová     | Součková                    |
| Boleslav Polívka   | Souček                      |
| Martin Huba        | Tati                        |
| Anna Kočišová      | Mami                        |
| David Dolník       | Jiří (nadaboval Roman Zach) |
| Marie Ludvíková    | Heli                        |
| Vanda Hybnerová    |                             |
| Lucie Vačkářová    |                             |
| Miloš Černoušek    |                             |
| Josef Polášek      |                             |
| Hanuš Bor          |                             |
| Zdeněk Raušer      |                             |
| Jiří Maria Sieber  | zákazník                    |

## Ocenění
Film získal dvě ocenění na mezinárodním filmovém festivalu v San Sebastiánu, Zlatou mušli za nejlepší cizojazyčný film a stříbrnou mušli za herecký výkon pro Annu Geislerovou. V roce 2006 byl vyslán za Česko jako kandidát na Oscara v kategorii nejlepší cizojazyčný film, mezi pětici nominovaných se však nedostal. Kromě toho získal celkem sedm ocenění na 13. ročníku Českého lva, mimo jiné také za režii, scénář a tři ceny za herecké výkony pro oba hlavní představitele.